# Cuerpo Eslavo
 El Cuerpo Eslavo (en ruso: Славянский Корпус) fue un contratista militar privado registrado en Hong Kong que operó durante la guerra civil siria.

## Formación
Según reportajes, el Cuerpo Eslavo fue registrado en Hong Kong por dos empleados de la compañía de seguridad privada Moran Security Group, Vadim Gusev y Yevgeniy Sidorov, de origen ruso.
Durante la primavera de 2013, en varios sitios web relacionados con el ejército ruso, aparecieron anuncios de trabajo publicitados por una compañía en Hong Kong. Los anuncios buscaban a guardias que protegieran las instalaciones eléctricas en Siria durante la guerra civil siria, con la promesa de 5,000 USD mensuales. Los anuncios llamaron la atención de antiguos miembros de organizaciones como OMON, SOBR, VDV y Spetsnaz; muchos de ellos ya tenían experiencia militar en el guerra civil tayika, así como en la segunda guerra chechena.
Se tienen reportes de que el supuesto creador del Grupo Wagner, Dmitri Utkin, participó en el Cuerpo Eslavo antes de abandonarlo para crear su propio grupo.

## Despliegue
En 2013, después de llegar a Beirut, Líbano, la empresa militar privada fue primero transferida a Damasco, Siria y después a una base de ejército sirio en Latakia. Para octubre, el Cuerpo Eslavo tenía una fuerza de 267 contratistas dividido en dos compañías presentes en Latakia.
A los contratistas se les dio equipo anticuado u obsoleto, lo cual levantó preocupaciones entre los participantes. Pronto se dieron cuenta de que el FSB y el gobierno sirio no estaban involucrados en aquella operación. Aquellos que deseaban regresar a Rusia solo podían ganar su pasaje de regreso participando en la Guerra civil siria. El nuevo objetivo del Cuerpo Eslavo se convirtió en proteger los campos petrolíferos de Deir ez-Zor. En vez de los T-72s que les prometieron, a los participantes les proporcionaron autobuses cubiertos de placas de metal. En camino a Deir ez-Zor, la empresa tuvo un accidente con un helicóptero de la Fuerza Aérea Árabe Siria qué chocó contra una línea de transmisión y se estrelló contra la caravana, hiriendo a uno de los contratistas.
El 18 de octubre, la columna recibió órdenes de apoyar a las fuerzas del Ejército Árabe Sirio en la ciudad de Al-Sukhnah. Después de tres horas de viaje, la columna fue atacada. Con la ayuda de un solo jet del ejército sirio y artillería autopropulsada, los contratistas tomaron una posición defensiva. Los hombres del Ejército del Islam, que eran entre dos mil y seis mil (según los rusos), intentaron hacer un movimiento de pinza. Muy sobrepasados, los contratistas retrocedieron a sus vehículos mientras que una tormenta de arena comenzaba a cubrir el campo de batalla. Seis miembros del Cuerpo Eslavo resultaron heridos. Al haber fallado para cumplir sus objetivos, el grupo regresó a Rusia. 
Al llegar al Aeropuerto Internacional de Moscú-Vnukovo, los participantes fueron detenidos por el SFS bajo la sospecha de actuar como mercenarios, lo cual es un crimen según el Artículo 359 de la ley criminal rusa. A pesar de que la compañía estaba registrada en Hong Kong, los dueños, Gusev y Sidorov, también fueron capturados y condenados en octubre de 2014.